# Municipio de North Elkhorn
El municipio de North Elkhorn (en inglés: North Elkhorn Township) es un municipio ubicado en el condado de Warren en el estado estadounidense de Misuri. En el año 2010 tenía una población de 7412 habitantes y una densidad poblacional de 50,13 personas por km².

## Geografía
El municipio de North Elkhorn se encuentra ubicado en las coordenadas 38°50′16″N 91°11′40″O / 38.83778, -91.19444. Según la Oficina del Censo de los Estados Unidos, el municipio tiene una superficie total de 147.86 km², de la cual 145.93 km² corresponden a tierra firme y (1.3%) 1.92 km² es agua.

## Demografía
Según el censo de 2010, había 7412 personas residiendo en el municipio de North Elkhorn. La densidad de población era de 50,13 hab./km². De los 7412 habitantes, el municipio de North Elkhorn estaba compuesto por el 94.19% blancos, el 1.63% eran afroamericanos, el 0.62% eran amerindios, el 0.46% eran asiáticos, el 0.04% eran isleños del Pacífico, el 1.19% eran de otras razas y el 1.88% pertenecían a dos o más razas. Del total de la población el 3.24% eran hispanos o latinos de cualquier raza.